# Marius Căta-Chițiga
Marius Căta-Chițiga, né le 13 février 1960 à Timișoara en Roumanie, est un joueur de volley-ball roumain. Il est le père de Ana Filip joueuse de basket-ball. 

## Carrière
Marius Căta-Chițiga participe aux Jeux olympiques de 1980 à Moscou et remporte la médaille de bronze avec l'équipe roumaine composée de Valter Chifu, Laurențiu Dumănoiu, Günther Enescu, Dan Gîrleanu, Sorin Macavei, Viorel Manole, Florin Mina, Corneliu Oros, Nicolae Pop, Constantin Sterea et Nicu Stoian.

## Clubs
- Poli Timişoara (1975–77)
- Dinamo Bucarest (1977–92)
- Panellínios Athènes (1992–94)
- Rapid Bucarest (1994–96)

## Palmarès

### Dinamo Bucarest
- Champion de Roumanie : 1979, 1980, 1981, 1982, 1983, 1984, 1985, 1991, 1992
- Coupe des Coupes : 1979
- Ligue des champions : 1981